# 大野慶朗
大野 慶朗 （おおの よしあき、1991年7月9日 - ）は、日本の実業家、文筆家、元Fリーガーである。血液型B。株式会社Paloalto Group Holdings代表取締役、株式会社大阪フードサービスのオーナー。JR西日本全線の駅広告に掲載された事をきっかけにネットで若手実業家として話題に。「大阪 イケメン 社長」の検索ワードはYahooのWebサイト上で急上昇検索ワードランキング1位となった。ラジオ番組での過激な発言により、一部メディアでの露出を制限されている。2019年にインターネット上で自宅住所が公開され、書き込んだとされる元従業員を提訴した。2020年度出版の経済紙にて、日本国内でブラックカードを所有する数少ない20代の内の一人として紹介された。